# Marktkirche Lavamünd

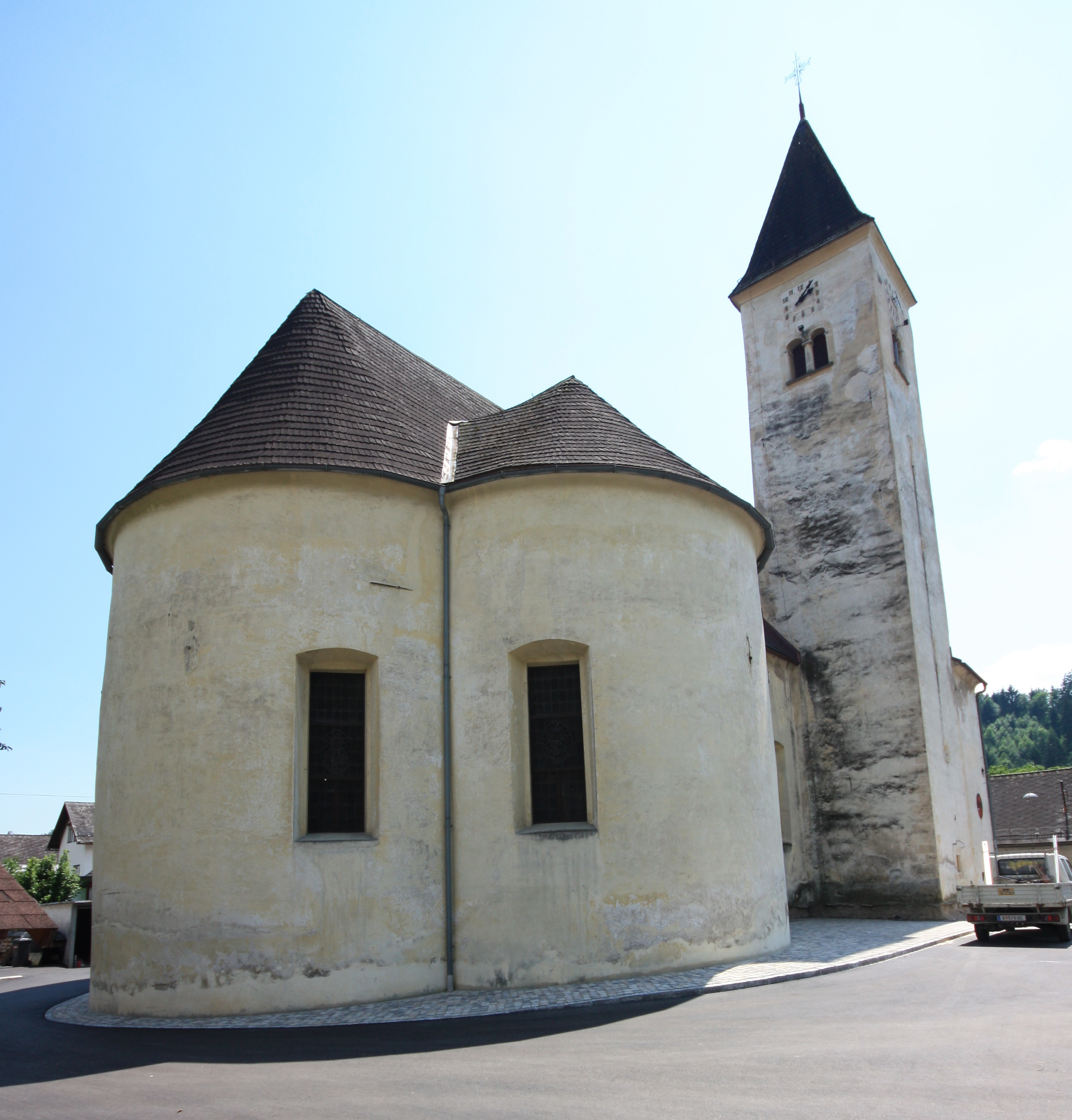

Die Marktkirche Lavamünd ist am Westeingang des Ortes Lavamünd gelegen. Die Filialkirche der Pfarrkirche Lavamünd ist Johannes dem Täufer geweiht.

## Baubeschreibung
Die Kirche ist ein anstelle einer älteren Anlage errichteter spätbarocker Bau aus der zweiten Hälfte des 18. Jahrhunderts. Das Gotteshaus besitzt einen Dreiconchenchor im Norden und einen breiten Vorhallenbau im Süden. Die Vorhalle ist in drei Arkaden zur Marktstraße hin geöffnet und kreuzgratgewölbt. An den Vorhallenbau schließen im Osten die Sakristei und im Westen der Turm an, dessen Helm 1920 erneuert wurde. Die Glocke goss Martin Pucher 1812. Über dem dreichjochigen, durch Gurtbogen und Pilaster gegliederten Langhaus erhebt sich ein Kreuzgratgewölbe. Das Chorquadrat besitzt ein Platzlgewölbe, die drei Apsiden Halbkuppeln mit Bandrippen. In den Fenstern sind um 1920 entstandene Glasmalereimedaillons mit halbfigurigen Heiligen zu sehen.

## Einrichtung
Der Hochaltar mit stark vorgezogenen Säulen stammt aus dem dritten Viertel des 18. Jahrhunderts und birgt eine Schnitzgruppe der heiligen Dreifaltigkeit mit Maria. Seitlich stehen die Heiligen Gregor und Ambrosius. Der linke Seitenaltar aus derselben Zeit trägt eine Schnitzgruppe der Taufe Jesu, die von den Heiligen Petrus und Paulus flankiert wird. Die Taufe Christi ist wie die Dreifaltigkeit am Hochaltar ein Werk des Michael Zills. Der rechte Seitenaltar entstand um 1700 und zeigt am Altarblatt die heiligen Leonhard und Florian. Am Schalldeckel der Kanzel aus dem letzten Viertel des 18. Jahrhunderts steht die Figur des Heiligen Paulus, vor ihm ein aufgeschlagenes Buch mit den Worten „Verbum dei manet in Vobis“ (Das Wort Gottes bleibe in Euch, 1 Joh. 2; 14).
Zur weiteren Einrichtung der Kirche zählt ein Leinwandbild der heiligen Katharina von Siena aus dem 18. Jahrhundert.